# Waldemar Pires
Waldemar Pires (5 de junho de 1933 – 22 de outubro de 2022) foi um empresário brasileiro da área financeira, proprietário de uma corretora de valores. Também foi presidente do Corinthians entre 1981 e 1985, época da Democracia Corintiana, sendo também conselheiro do clube paulista.
Pires morreu aos 88 anos em 22 de outubro de 2022.